# Paralandrevus
Paralandrevus is een geslacht van rechtvleugeligen uit de familie krekels (Gryllidae). De wetenschappelijke naam van dit geslacht is voor het eerst geldig gepubliceerd in 1877 door Saussure.

## Soorten
Het geslacht Paralandrevus  is monotypisch en omvat slechts de volgende soort:
- Paralandrevus hector (Saussure, 1877)